# Matthias Steiner (Unihockeyspieler)
Matthias Steiner  (* 2000) ist ein Schweizer Unihockeyspieler, der beim Nationalliga-A-Verein Unihockey Tigers Langnau unter Vertrag steht.

## Karriere
Steiner debütierte als 19-Jähriger in der ersten Mannschaft der Unihockey Tigers Langnau. In seiner ersten Saison absolvierte er 24 Partien. Dabei erzielte er sechs Tore und bereitete vier weitere für seine Mitspieler vor.
Im April 2020 wurde sein Vertrag vorzeitig bis 2023 verlängert.